# اندیس سیلیس ابرسج
سیلیس ابرسج یک اندیس غیرفلزی است که در  استان سمنان قرار دارد و مادهٔ معدنی موجود در آن، سیلیس است.  